# Hylexetastes stresemanni
Hylexetastes stresemanni е вид птица от семейство Furnariidae.

## Разпространение
Видът е разпространен в Боливия, Бразилия, Колумбия и Перу.